# Hordeum lechleri
Hordeum lechleri är en gräsart som först beskrevs av Ernst Gottlieb von Steudel, och fick sitt nu gällande namn av Johann Heinrich Rudolf Schenck. Hordeum lechleri ingår i släktet kornsläktet, och familjen gräs. Inga underarter finns listade i Catalogue of Life.